# Second Division 1912-1913
La stagione 1912-1913 è stata la ventunesima edizione della Second Division, secondo livello del campionato di calcio inglese. Il capocannoniere del torneo fu Bert Freeman del Burnley con 31 reti.

## Classifica finale
|  | Pos. | Squadra           | Pt | G  | V  | N  | P  | GF | GS | GF GS |
|  | ---- | ----------------- | -- | -- | -- | -- | -- | -- | -- | ----- |
|  | 1    | Preston N.E.      | 53 | 38 | 19 | 15 | 4  | 56 | 33 | 1.69  |
|  | 2    | Burnley           | 50 | 38 | 21 | 8  | 9  | 88 | 53 | 1.66  |
|  | 3    | Birmingham City   | 46 | 38 | 18 | 10 | 10 | 59 | 44 | 1.34  |
|  | 4    | Barnsley          | 45 | 38 | 19 | 7  | 12 | 57 | 47 | 1.21  |
|  | 5    | Huddersfield Town | 43 | 38 | 17 | 9  | 12 | 66 | 40 | 1.65  |
|  | 6    | Leeds City        | 40 | 38 | 15 | 10 | 13 | 70 | 64 | 1.09  |
|  | 7    | Grimsby Town      | 40 | 38 | 15 | 10 | 13 | 51 | 50 | 1.02  |
|  | 8    | Lincoln City      | 40 | 38 | 15 | 10 | 13 | 50 | 52 | 0.96  |
|  | 9    | Fulham            | 39 | 38 | 17 | 5  | 16 | 65 | 55 | 1.18  |
|  | 10   | Wolverhampton     | 38 | 38 | 14 | 10 | 14 | 56 | 54 | 1.03  |
|  | 11   | Bury              | 38 | 38 | 15 | 8  | 15 | 53 | 57 | 0.93  |
|  | 12   | Hull City         | 36 | 38 | 15 | 6  | 17 | 60 | 56 | 1.07  |
|  | 13   | Bradford PA       | 36 | 38 | 14 | 8  | 16 | 60 | 60 | 1.00  |
|  | 14   | Clapton Orient    | 34 | 38 | 10 | 14 | 14 | 34 | 47 | 0.72  |
|  | 15   | Leicester Fosse   | 33 | 38 | 13 | 7  | 18 | 50 | 65 | 0.76  |
|  | 16   | Bristol City      | 33 | 38 | 9  | 15 | 14 | 46 | 72 | 0.63  |
|  | 17   | Nottingham Forest | 32 | 38 | 12 | 8  | 18 | 58 | 59 | 0.98  |
|  | 18   | Glossop           | 32 | 38 | 12 | 8  | 18 | 49 | 68 | 0.72  |
|  | 19   | Stockport County  | 26 | 38 | 8  | 10 | 20 | 56 | 78 | 0.71  |
|  | 20   | Blackpool         | 26 | 38 | 9  | 8  | 21 | 39 | 69 | 0.56  |

### Verdetti
- Preston North End e  Burnley  promosse in First Division 1913-1914.